# Diócesis de Monze
La diócesis de Monze (en latín: Dioecesis Monzen(sis) y en inglés: Roman Catholic Diocese of Monze) es una circunscripción eclesiástica latina de la Iglesia católica en Zambia, sufragánea de la arquidiócesis de Lusaka. La diócesis tiene al obispo Raphael Mweempwa como su ordinario desde el 25 de febrero de 2022.

## Territorio y organización
La diócesis tiene 72 000 km² y extiende su jurisdicción sobre los fieles católicos de rito latino residentes en la provincia del Sur en los distritos de: Choma, Gwembe, Mazabuka, Namwala y parte del de Kalomo.
La sede de la diócesis se encuentra en la ciudad de Monze, en donde se halla la Catedral del Sagrado Corazón de Jesús.
En 2019 en la diócesis existían 26 parroquias.

## Historia
La diócesis fue erigida el 10 de marzo de 1962 con la bula Evangelium salutis del papa Juan XXIII, obteniendo el territorio de la arquidiócesis de Lusaka. (en latín) 

## Estadísticas
De acuerdo al Anuario Pontificio 2020 la diócesis tenía a fines de 2019 un total de 418 600 fieles bautizados.
| Año                                                                             | Población            | Población | Población      | Sacerdotes | Sacerdotes    | Sacerdotes    | Bautizados por sacerdote | Diáconos permanentes | Religiosos | Religiosos | Parroquias |
| Año                                                                             | Bautizados católicos | Total     | % de católicos | Total      | Clero secular | Clero regular | Bautizados por sacerdote | Diáconos permanentes | Varones    | Mujeres    | Parroquias |
| ------------------------------------------------------------------------------- | -------------------- | --------- | -------------- | ---------- | ------------- | ------------- | ------------------------ | -------------------- | ---------- | ---------- | ---------- |
| 1969                                                                            | 42 100               | 490 000   | 8.6            | 47         | 7             | 40            | 895                      |                      | 54         | 57         | 13         |
| 1980                                                                            | 61 240               | 495 000   | 12.4           | 49         | 7             | 42            | 1249                     | 1                    | 57         | 87         | 16         |
| 1990                                                                            | 78 716               | 686 642   | 11.5           | 45         | 14            | 31            | 1749                     | 1                    | 48         | 82         | 20         |
| 1999                                                                            | 150 900              | 750 500   | 20.1           | 59         | 28            | 31            | 2557                     | 1                    | 50         | 133        | 21         |
| 2000                                                                            | 167 800              | 797 800   | 21.0           | 41         | 17            | 24            | 4092                     | 1                    | 41         | 138        | 21         |
| 2001                                                                            | 168 915              | 1 300 000 | 13.0           | 48         | 21            | 27            | 3519                     | 1                    | 40         | 112        | 21         |
| 2002                                                                            | 162 724              | 1 300 000 | 12.5           | 40         | 20            | 20            | 4068                     | 1                    | 26         | 107        | 21         |
| 2003                                                                            | 163 100              | 1 300 000 | 12.5           | 52         | 23            | 29            | 3136                     | 1                    | 35         | 107        | 21         |
| 2004                                                                            | 168 200              | 1 400 000 | 12.0           | 59         | 35            | 24            | 2850                     | 1                    | 34         | 111        | 21         |
| 2007                                                                            | 294 000              | 1 467 000 | 20.0           | 71         | 42            | 29            | 4140                     | 4                    | 40         | 106        | 21         |
| 2013                                                                            | 397 107              | 1 732 000 | 22.9           | 83         | 50            | 33            | 4784                     |                      | 45         | 118        | 21         |
| 2016                                                                            | 404 195              | 1 556 000 | 26.0           | 74         | 52            | 22            | 5462                     |                      | 44         | 121        | 24         |
| 2019                                                                            | 418 600              | 1 659 793 | 25.2           | 57         | 40            | 17            | 7343                     |                      | 22         | 14         | 26         |
| Fuente: Catholic-Hierarchy, que a su vez toma los datos del Anuario Pontificio. |                      |           |                |            |               |               |                          |                      |            |            |            |

## Episcopologio
- James Corboy, S.I. † (10 de marzo de 1962-26 de noviembre de 1991 retirado)
- Paul Lungu, S.I. † (26 de noviembre de 1991-29 de abril de 1998 falleció)
- Emilio Patriarca (22 de junio de 1999-10 de febrero de 2014 retirado)
- Moses Hamungole † (10 de febrero de 2014-13 de enero de 2021 falleció)[3]
- Raphael Mweempwa, desde el 25 de febrero de 2022